# Abel Aguilar
Abel Enrique Aguilar Tapias (Bogotá, 1985. január 6. –) kolumbiai válogatott labdarúgó, jelenleg a Toulouse játékosa.

## Pályafutása

### Klubcsapatban
Pályafutása befejezéseként visszatért Kolumbiába az Unión Magdalenához.

### A válogatottban
2014 óta 71 alkalommal szerepelt a kolumbiai válogatottban és hét gólt szerzett. Részt vett a 2014-es és a 2018-as világbajnokságon.

## Fordítás
Ez a szócikk részben vagy egészben  az   Abel Aguilar című angol Wikipédia-szócikk fordításán alapul.  Az eredeti cikk szerkesztőit annak laptörténete sorolja fel. Ez a jelzés csupán a megfogalmazás eredetét és a szerzői jogokat jelzi, nem szolgál a cikkben szereplő információk forrásmegjelöléseként.